# Kapling
Kapling is een bestuurslaag in het regentschap Karimun van de provincie Riau-archipel, Indonesië. Kapling telt 4231 inwoners (volkstelling 2010).